# Apple Macintosh SE
Apple MACINTOSH SE (MACINTOSH SE) је професионални рачунар, производ фирме Епл (Apple) који је почео да се израђује у САД током 1987. године.
Користио је Motorola MC 68000 као централни микропроцесор а RAM меморија рачунара MACINTOSH SE је имала капацитет од 1 MB (до 4 MB). 
Као оперативни систем кориштен је MAC OS 4.0.

## Детаљни подаци
Детаљнији подаци о рачунару MACINTOSH SE су дати у табели испод.
|                       |                                                               |
| [ 1 ]                 |                                                               |
| Произвођач            | Епл                                                           |
| Тип                   | професионални рачунар                                         |
| Меморија              | 1 (до 4 MB)                                                   |
| Поријекло             | Сједињене Америчке Државе                                     |
| Година                | 1987                                                          |
| Тастатура             | стил писаће машине, 84 тастера са нумеричком тастатуром       |
| Процесор              |                                                               |
| Фреквенција процесора | 7,83                                                          |
| RAM                   | 1 (до 4 MB)                                                   |
| ROM                   | 256                                                           |
| Текст                 |                                                               |
| Графика               | 512 x 342                                                     |
| Боја                  | једна боја                                                    |
| Звук                  | 8-битни моно звук                                             |
| Димензије             | 13,6 (висина) x 9,6 (ширина) x 10,9 (дубина) in / 19,5 фунти. |
| Портови               |                                                               |
| Оперативни систем     |                                                               |